# Gianni Palladino
Giovanni Antonio Palladino, detto Gianni (Sulmona, 1948 – Monza, 12 ottobre 2008), è stato un attore e cabarettista italiano.

## Biografia
Di professione tecnico informatico e già figurante in gioventù, debutta nel cabaret in maniera imprevista, mettendosi in luce durante l'ultimo periodo del Derby di Milano a metà degli anni ottanta prima della sua rinascita nello Zelig.
Entrato nella compagnia del Teatro dell'Elfo, viene lanciato come co-protagonista in Kamikazen - Ultima notte a Milano (1987), di Gabriele Salvatores; partecipa alla sit-com di Italia 1 Zanzibar, nel ruolo di Gustavo, socio e barista, proveniente da Busto Arsizio ed inoltre a note trasmissioni televisive come Su la testa!.
In Cascina Vianello (1996) nell'episodio "Ghost" ha il ruolo del geometra del comune Marabotti e del suo relativo fantasma nel sogno che fa Raimondo Vianello.
Partecipa alla sit-com Finalmente soli (2000) dalla seconda stagione, nel ruolo del pediatra.
Nel 2002 partecipa all'episodio 17 "Amore ed elettronica" dell'undicesima stagione di Casa Vianello nei panni di Ugo, un esperto di elettronica amico di Sandra.
È nel cast della serie Tv Benedetti dal Signore (2004) nel ruolo di Fra Luigi.
È presente anche nella sit-com Belli dentro (2005) nel ruolo di Scrocco.
Nella stagione televisiva 2006-07 torna sullo schermo come spalla "muta" del comico Maurizio Milani nel programma di Rai 3 Che tempo che fa, condotto da Fabio Fazio.
Il 12 ottobre 2008, a causa di un malore, Palladino muore nella sua casa di Monza.

## Filmografia parziale
- Kamikazen - Ultima notte a Milano, regia di Gabriele Salvatores (1987)
- Nirvana, regia di Gabriele Salvatores (1997)
- La grande prugna, regia di Claudio Malaponti (1999)
- 7 km da Gerusalemme, regia di Claudio Malaponti (2007)